# Вера Стевановић
Вера Стевановић (Београд, 1953) је српска вајарка.

## Биографија
Рођена је 1953. године у Београду, где живи и ради као слободна уметница. Дипломирала је вајарство на Факултету ликовних уметности Универзитета уметности у Београду, где је завршила и постдипломске студије. Од 1981. је излагала на многобројним изложбама у земљи и иностранству. До сада је приредила око двадесет самосталних изложби у музејима и галеријама у целој Југославији, излагала је и на многим групним изложбама и манифестацијама у Србији и Црној Гори, Босни и Херцеговини, Словенији, Паризу и Бечу. Добитница је годишње награде Удружења ликовних уметника Србије, откупне награде Министарства културе и информисања Републике Србије 1998. и награде за малу пластику 2003. године.